# Patrik Viana
Patrik Ferreira Viana (Amazonas, 20 de abril de 1991) é um biólogo, professor universitário e cientista brasileiro especializado em genética e herpetologia que estuda padrões evolutivos de grupos animais de ocorrência intercontinental, sobre os processos evolutivos de cromossomos sexuais, sistemas e mecanismos de determinação sexual em répteis.
Vencedor do Prêmio Capes de Tese em 2021, com sua tese sobre genética e biologia evolutiva envolvendo répteis, desde 2023 ele é membro da Academia Brasileira de Ciências (ABC).

## Biografia
Nascido no estado do Amazonas em uma família de origem modesta, Patrik Viana foi a primeira pessoa da sua família a ingressar em um mestrado e doutorado. Tendo estudado em escolas públicas da rede estadual do ensino amazonense, ele cursou sua graduação em Biologia no Centro Universitário do Norte (UniNorte), situado em Manaus, capital do Amazonas, onde concluiu em 2012 o seu bacharelado.
Em seguida posseguiu os seus estudos ingressando no mestrado em Genética, Conservação e Biologia Evolutiva no Instituto Nacional de Pesquisas da Amazônia (INPA), onde concluiu uma pesquisa em genética que resultou na defesa da dissertação denominada de " Citogenética Clássica e Molecular de espécies Neotropicais de serpentes da família Boidae" sob a orientação da professora Eliana Feldberg. Em seguida, permaneceu no INPA ao ingressar no doutorado dessa instituição de pesquisa.

## Pesquisa sobre serpentes da região amazônica
A pesquisa produzida por Patrik Viana em seu doutorado envolveu a análise de diferentes espécies de serpentes (como as jiboias, sucuris, suaçubóias e jiboias arco-íris) situadas na região amazônica. Neste estudo se identificou o que elas possuem em comum e distinto em sua genética, bem como a forma como as variáveis ambientais podem influenciar na vida delas.
A tese resultante desta pesquisa, intitulada "Evolução cromossômica em serpentes Neotropicais: uma abordagem comparativa" (em inglês: Karyotype evolution in Boid Snakes: a comparative approach), foi desenvolvida no INPA com apoio da Fundação de Amparo à Pesquisa do Estado do Amazonas (Fapeam), tendo passado um tempo realizando pesquisas na Universidade de Camberra (Austrália), onde fez o seu doutorado sanduíche. Nesta pesquisa, ele buscou entender como a distribuição das serpentes pode contar sobre a sua diversificação nos diferentes ambientes da Amazônia.
De acordo com Viana: “Minha tese conseguiu evidenciar que linhagens antigas dentro da Subordem Serpentes não são tão conservadas do ponto de vista Citogenômico como se imaginava até então, apresentando um sistema XY de cromossomos sexuais e variações nos números de cromossomos (36, 40 e 44). E que mesmo tendo sua origem datando o período Cretáceo [entre 135 e 65 milhões de anos atrás], seus mecanismos de determinação sexual são muito dinâmicos e se estendem ao longo de sua diversificação”.

## Principais obras

### Artigos
- KOWALSKI, SAMANTHA; HAERTER, CHRYSTIAN APARECIDO GRILLO ; PERIN, DIANA PAULA ; TAKAGUI, FÁBIO HIROSHI; VIANA, PATRIK FERREIRA; FELDBERG, ELIANA ; BLANCO, DANIEL RODRIGUES ; TRALDI, JOSIANE BACCARIN; GIULIANO-CAETANO, LUCIA ; LUI, ROBERTO LARIDONDO . Karyotypic characterization of Centromochlus schultzi Rössel 1962 (Auchenipteridae, Centromochlinae) from the Xingu River basin: New inferences on chromosomal evolution in Centromochlus. GENETICS AND MOLECULAR BIOLOGY, v. 47, p. 1, 2024.
- FERREIRA, ALEX M. V. ; VIANA, PATRIK F. ; MARAJÓ, LEANDRO ; FELDBERG, ELIANA . Karyotypic variation of two populations of the small freshwater stingray Potamotrygon wallacei Carvalho, Rosa & Araújo 2016: A classical and molecular approach. PLoS One, v. 18, p. e0278828, 2023.
- VIANA, PATRIK F.; FELDBERG, ELIANA ; TAKAGUI, FÁBIO HIROSHI ; MENEZES, SABRINA ; VOGT, RICHARD C. ; EZAZ, TARIQ . Matamatas Chelus spp. (Testudines, Chelidae) have a remarkable evolutionary history of sex chromosomes with a long-term stable XY microchromosome system. Scientific Reports, v. 12, p. 1, 2022.
- OLIVEIRA, VANESSA CRISTINA SALES; VIANA, PATRIK FERREIRA; GROSS, MARIA CLAUDIA ; FELDBERG, ELIANA ; DA SILVEIRA, RONIS; DE BELLO CIOFFI, MARCELO; BERTOLLO, LUIZ ANTONIO CARLOS ; SCHNEIDER, CARLOS HENRIQUE . Looking for genetic effects of polluted anthropized environments on Caiman crocodilus crocodilus (Reptilia, Crocodylia): A comparative genotoxic and chromosomal analysis. ECOTOXICOLOGY AND ENVIRONMENTAL SAFETY, v. 209, p. 111835, 2021.
- VIANA, PATRIK F.; FELDBERG, ELIANA ; CIOFFI, MARCELO B. ; DE CARVALHO, VINICIUS TADEU ; MENEZES, SABRINA ; VOGT, RICHARD C. ; LIEHR, THOMAS ; EZAZ, TARIQ . The Amazonian Red Side-Necked Turtle Rhinemys rufipes (Spix, 1824) (Testudines, Chelidae) Has a GSD Sex-Determining Mechanism with an Ancient XY Sex Microchromosome System. Cells, v. 9, p. 2088, 2020.
- VIANA, PATRIK F.; EZAZ, TARIQ ; DE BELLO CIOFFI, MARCELO ; LIEHR, THOMAS ; AL-RIKABI, AHMED ; GOLL, LEONARDO G. ; ROCHA, ANDERSON M. ; FELDBERG, ELIANA . Landscape of snake? sex chromosomes evolution spanning 85 MYR reveals ancestry of sequences despite distinct evolutionary trajectories. Scientific Reports, v. 10, p. 1, 2020.
- VIANA, P. F.; Ezaz T. ; Marcelo de Bello Cioffi ; LIEHR, T. ; AL-RIKABI, AHMED ; TAVARES-PINHEIRO, R. ; BERTOLLO, L. A. C. ; FELDBERG, E. . Revisiting the Karyotype Evolution of Neotropical Boid Snakes: A Puzzle Mediated by Chromosomal Fissions. Cells, v. 9, p. 1-11, 2020.
- VIANA, Patrik F.; EZAZ ; DE BELLO CIOFFI ; JACKSON ALMEIDA ; FELDBERG . Evolutionary Insights of the ZW Sex Chromosomes in Snakes: A New Chapter Added by the Amazonian Puffing Snakes of the Genus Spilotes. Genes, v. 10, p. 288, 2019.
- DE MORAES, RENATA LUIZA ROSA ; SEMBER, ALEXANDR ; BERTOLLO, LUIZ ANTÔNIO CARLOS ; DE OLIVEIRA, EZEQUIEL AGUIAR ; RÁB, PETR ; HATANAKA, TERUMI ; MARINHO, MANOELA MARIA FERREIRA ; LIEHR, THOMAS; AL-RIKABI, AHMED B. H. ; FELDBERG, ELIANA ; VIANA, PATRIK F. ; CIOFFI, MARCELO DE BELLO. Comparative Cytogenetics and Neo-Y Formation in Small-Sized Fish Species of the Genus Pyrrhulina (Characiformes, Lebiasinidae). Frontiers in Genetics, v. 10, p. 1, 2019. * TOMA, GUSTAVO AKIRA ; DE MORAES, RENATA LUIZA ROSA ; SASSI, FRANCISCO DE MENEZES CAVALCANTE ; BERTOLLO, LUIZ ANTONIO CARLOS ; DE OLIVEIRA, EZEQUIEL AGUIAR ; RAB, PETR ; SEMBER, ALEXANDR ; LIEHR, THOMAS ; HATANAKA, TERUMI ; VIANA, PATRIK FERREIRA; MARINHO, MANOELA MARIA FERREIRA ; FELDBERG, ELIANA; CIOFFI, MARCELO DE BELLO. Cytogenetics of the small-sized fish, Copeina guttata (Characiformes, Lebiasinidae): Novel insights into the karyotype differentiation of the family. PLoS One, v. 14, p. e0226746, 2019.
- MARAJÓ, LEANDRO; VIANA, PATRIK F.; FERREIRA, MILENA; PY-DANIEL, LÚCIA H. RAPP ; FELDBERG, ELIANA . Cytogenetics of two Farlowella species (Loricariidae: Loricariinae): implications on the taxonomic status of the species. Neotropical Ichthyology, v. 16, p. 1-8, 2018.
- VIANA, PATRIK F.; EZAZ, TARIQ; MARAJÓ, LEANDRO; FERREIRA, MILENA; ZUANON, JANSEN; CIOFFI, MARCELO B.; BERTOLLO, LUIZ A.C.; GROSS, MARIA C.; FELDBERG, ELIANA. Genomic Organization of Repetitive DNAs and Differentiation of an XX/XY Sex Chromosome System in the Amazonian Puffer Fish, Colomesus asellus (Tetraodontiformes). CYTOGENETIC AND GENOME RESEARCH, v. 1, p. 1-9, 2017.
- VIANA, PATRIK F.; RIBEIRO, LEILA BRAGA; LIMA, TIAGO; DE CARVALHO, VINÍCIUS TADEU; VOGT, RICHARD C.; GROSS, MARIA CLAUDIA; FELDBERG, ELIANA. An optimized protocol for obtaining mitotic chromosomes from cultured reptilian lymphocytes. Nucleus, Calcutta, p. 1-5, 2016.
- VIANA, Patrik F.; RIBEIRO, LEILA B. ; SOUZA, GEORGE MYLLER ; CHALKIDIS, HIPÓCRATES DE MENEZES; GROSS, MARIA CLAUDIA ; FELDBERG, ELIANA . Is the Karyotype of Neotropical Boid Snakes Really Conserved? Cytotaxonomy, Chromosomal Rearrangements and Karyotype Organization in the Boidae Family. Plos One, v. 11, p. e0160274, 2016.
- VIANA, P. F.; MENDES, D. M. M. . Feeding behavior and first record of Rhinatrema bivittatum (Guérin-Méneville, 1829) as part of the diet of the ribbon coral snake, Micrurus lemniscatus (Linnaeus, 1758) in the Central Amazon region (Serpentes: Elapidae). Herpetology Notes, v. 8, p. 445-447, 2015.
- COELHO, Ana Carolina; DE MATTOS, Thais Lemos; VIANA, Patrik F.; TERENCIO, Maria Leandra; SCHNEIDER, Carlos Henrique; MENIN, Marcelo; GROSS, Maria Claudia. Intra-generic and interspecific karyotype patterns of Leptodactylus and Adenomera (Anura, Leptodactylidae) with inclusion of five species from Central Amazonia. Genetica, Dordrecht, v. 143, p. 1/1573-6857--10, 2015.
- VIANA, P. F.; MENDES, D. M. M. ; VOGT, R. C. . Oxybelis fulgidus (green vine snake) diet. Herpetological Review, v. 45, p. 518-519, 2014.